# Холоватка

Холоватка — река в России, протекает в Опаринском районе Кировской области. Устье реки находится в 318 км по левому берегу реки Молома. Длина реки составляет 11 км.
Исток реки находится в лесах в урочище Шпилев в 21 км к юго-западу от посёлка Маромица. Река течёт на запад по лесному массиву. Впадает в Молому у деревни Холоватка (Моломское сельское поселение).

## Данные водного реестра
По данным государственного водного реестра России, относится к Камскому бассейновому округу, водохозяйственный участок реки — Вятка от города Киров до города Котельнич, речной подбассейн реки — Вятка. Речной бассейн реки — Кама.
По данным геоинформационной системы водохозяйственного районирования территории РФ, подготовленной Федеральным агентством водных ресурсов:
- Код водного объекта в государственном водном реестре — 10010300312111100035133
- Код по гидрологической изученности (ГИ) — 111103513
- Код бассейна — 10.01.03.003
- Номер тома по ГИ — 11
- Выпуск по ГИ — 1